# Motore assiale
I motori assiali (a volte noti come motori a botte o con manovella a Z) sono un tipo di motore alternativo con i cilindri disposti intorno ad un albero motore con i loro assi paralleli all'albero. Il termine “a botte” si riferisce alla forma cilindrica del gruppo di cilindri (risultato del fatto che i pistoni sono distanziati uniformemente intorno l'albero motore centrale, mentre “manovella a Z” allude alla forma della struttura dell'albero.

## Vantaggi
Il vantaggio fondamentale del disegno assiale è che i cilindri sono disposti in parallelo attorno all'albero, in contrasto ai motori radiali e ai motori in linea, entrambi aventi i cilindri ortogonali all'albero. 
Come risultato si ha che il motore è molto compatto, e di forma cilindrica.
Può essere consentita la variazione del rapporto di compressione durante il funzionamento. 
In un motore a piatto oscillante, gli steli (bielle) dei pistoni rimangono paralleli o quasi paralleli con l'albero, e le spinte laterali del pistone che nei motori convenzionali causano sollecitazioni in condizioni critiche di lubrificazione ed usura, possono essere eliminate quasi completamente. 
Il cuscinetto di biella, (e la massa relativa), uno dei cuscinetti più problematici in un motore tradizionale, è eliminato.
Tutti gli sforzi convergono sulle superfici del piatto oscillante che, elemento unico, lontano dalla zona termicamente sollecitata, converte le spinte assiali in moto rotatorio, e che può essere agevolmente lubrificato in modo adeguato.   
Una variante al motore assiale a pistoni è quello tipo Rand a Camme, Rand Cam Engine (senza pistoni) che sostituisce la piastra oscillante con una o più superfici a forma di camma sinusoidale.
Palette sono montate parallelamente ad un albero all'interno della 'botte' cilindrica, sono libere di scorrere all'interno, aderendo ad una camma sinusoidale, le parti costituenti: rotore, statore e palette costituiscono le camere di combustione.
In effetti questi spazi delimitati servono allo stesso scopo dei cilindri di un motore assiale, e la superficie "sinuosa" delle camme agisce come la testa dei pistoni, facendo variare il volume racchiuso; sulle camme si esercita la pressione motrice. 
La struttura segue i normali cicli di combustione interna, ma con combustione di gas direttamente ad imprimere una spinta sulla superficie di camma, tradotta in una forza rotazionale suddivisa in una o più detonazioni. Questo schema elimina i pistoni, giunti sferici e piatto oscillante di un motore convenzionale a “cilindri paralleli”, ma diventa elemento problematico la tenuta efficace ottenibile dallo scorrimento di superfici rotanti.
I motori assiali possono essere derivati sia da motori a cilindri a piatto oscillante, che a camme.

## Svantaggi e usi particolari
Mentre i motori assiali a pistoni e piatto oscillante sono difficili da rendere funzionali alle variazioni di regime tipici dei motori attuali, alcuni motori veloci a camme sono stati testati con successo dato che offrono dimensioni estremamente ridotte, (con un corpo centrale del motore costituito da un cubo di 15 cm di lato si riesce a produrre 40 cavalli a 7000 giri/min), tali condizioni sono molto utili per particolari applicazioni aeree ultraleggere. Un ovvio utilizzo è per aerei senza pilota,
Lo schema costruttivo è estremamente semplice e molto interessante, (pochissime parti in movimento, sotto forma di un solo rotore, due camme sinusoidali e dodici palette assiali, a costituire ventiquattro camere, nessuna forma di distribuzione o valvole). È da considerare peraltro che la vita utile del motore in tali condizioni è piuttosto limitata, per via della fortissima sollecitazione meccanica e termica delle parti in un volume ristretto.
Motori a pistoni assiali a piatto oscillante sono stati usati in siluri, utilizzando mono-propellenti (combustibile-comburente), premiscelati.
Alcuni motori Stirling sono stati realizzati con tale architettura a piatto oscillante.